# Terpenoidy
Terpenoidy, izoprenoidy – grupa organicznych związków chemicznych zbliżonych do terpenów, dla których nie jest wymagane ścisłe przestrzeganie reguły izoprenowej (którą natomiast muszą spełniać terpeny), np. w wyniku braku fragmentu cząsteczki (zwykle grupy metylowej) lub jej przesunięcia w inne położenie. Terpenoidy zawierają dodatkowo atom lub atomy tlenu w postaci różnych grup funkcyjnych (np. grupy hydroksylowej, karbonylowej lub karboksylowej), natomiast izoprenoidy mogą zawierać tlen lub być węglowodorami.  
Na szkielecie terpenoidowym zbudowanych jest wiele ważnych biocząsteczek, np. chinony, chlorofile, karotenoidy lub steroidy.